# Mine de Summitville
La mine de New Summitville est une ancienne mine à ciel ouvert d'or située dans le comté de Rio Grande au Colorado. Elle est classée en tant que Superfund.